# Huracán Valencia CF
Huracán Valencia CF is een gewezen Spaanse voetbalclub opgericht in 2011. De club komt uit in Groep 3 van de Segunda Division B. De club speelde zijn thuiswedstrijden in Polideportivo Municipal de Manises in Manises.
Tijdens de maand december 2015 werd de ploeg door de federatie uit de competitie verbannen wegens het niet betalen van de scheidsrechters.

## Bekende (oud-)spelers
- Berry Powel
- José Antonio Salcedo Sanchez

CD Alcoyano ·
Atzeneta UE ·
FC Andorra ·
CF Badalona ·
FC Barcelona Atlètic ·
UE Cornellà ·
RCD Espanyol B ·
Gimnàstic · 
Hércules CF · 
UD Ibiza ·
CF La Nucía ·
Atlético Levante UD ·
CE L'Hospitalet ·
UE Llagostera ·
Club Lleida Esportiu · 
UE Olot · 
Orihuela CF ·
SCR Peña Deportiva ·
AE Prat ·
Valencia CF Mestalla · 
Villarreal CF B ·